# مصطفى (اسم)
مُصطفى هو اسم عربي شائع يعني المختار، ومن الشخصيات التي حملت هذا الاسم:
- من ألقاب النبي صلی الله عليه وسلم.
- مصطفى كمال أتاتورك: مؤسس الدولة التركية الحديثة.
- مصطفى كامل: زعيم سياسي وكاتب مصري.
- مصطفى صادق الرافعي: كاتب وأديب مصري.
- مصطفى أمين: كاتب صحفي مصري.
- مصطفى محمود: فيلسوف وطبيب وكاتب مصري.
- مصطفى نور الدين: كاتب ومؤلف مصري.
- مصطفى وهبي التل: شاعر أردني.
- مصطفى قمر: مغني مصري.
- مصطفى جيجلي: مغني تركي.
- مصطفى مديح: مدرب كرة قدم مغربي.

## أمير المؤمنين
- مصطفى الأول.
- مصطفى الثاني.
- مصطفى الثالث.
- مصطفى الرابع.